# Ella Knox
Ella Knox (Indio, California; 12 de marzo de 1993) es una actriz pornográfica y modelo erótica estadounidense.

## Biografía
Ella Knox, nombre artístico, nació en marzo de 1993 en la ciudad californiana de Indio, ubicada en el Condado de Riverside, en una familia de ascendencia mexicana. Estudió para técnico de laboratorio y posteriormente comenzó una carrera como modelo erótica hasta que se fijó en ella la agencia de modelos The VIP Connect, que le consiguió sus primeros cástines. Debutó como actriz pornográfica en 2017, a los 24 años de edad.
Ha trabajado para productoras como Brazzers, Elegant Angel, Lethal Hardcore, Girlfriends Films, Naughty America, Reality Kings, Mile High, Evil Angel, Mofos, 21Sextury, Metro, Digital Sin, Pure Taboo, Bangbros, Aziani o Hard X.
Grabó su primera escena de sexo interracial en 2018 en la película Big Tit Fanatic 4. Ese mismo año fue elegida, junto a Ivy Wolfe, como copresentadora de los Premios XRCO, siendo elegidas ambas como las "Heart-On Girls" de dicha edición.
En 2019 recibió sendas nominaciones en los Premios AVN y XBIZ a Mejor actriz revelación.
Ha aparecido en más de 370 películas como actriz.
Algunas películas de su filmografía son Big Boob Orgy 6, Cougars Crave Young Kittens 16, Gangbang Creampie Next Door Naturals, I Love My Sister's Big Tits 8, Latina Lust 2, Mommy Likes To Watch 2, My Stepdaughter Has A Hairy Pussy 2, Net Skirts 18.0, Obsessed With Breasts, POV Jugg Fuckers 7, Stacked 8 o Teen Trophy Wives 2.

## Premios y nominaciones
| Año  | Ceremonia    | Resultado | Premio                                   | Trabajo                                  |
| ---- | ------------ | --------- | ---------------------------------------- | ---------------------------------------- |
| 2018 | Premios AVN  | Nominada  | Premio fan: Debutante más caliente       | —                                        |
| 2019 | Premios AVN  | Nominada  | Mejor actriz revelación                  | —                                        |
| 2019 | Premios AVN  | Nominada  | Mejor escena de sexo lésbico             | Snatch Chat                              |
| 2019 | Premios AVN  | Nominada  | Mejor escena de sexo en realidad virtual | The Rise of Lady Sylvanus                |
| 2019 | Premios AVN  | Nominada  | Premio fan: Mejores pechos               | —                                        |
| 2019 | Premios XBIZ | Nominada  | Mejor actriz revelación                  | —                                        |
| 2019 | Premios XBIZ | Nominada  | Mejor escena de sexo en película tabú    | I Love My Sister's Big Tits 8            |
| 2020 | Premios AVN  | Nominada  | Mejor escena de blowbang                 | Mr. Salty's Backroom Blowbang Adventures |